# Poggio Civitate

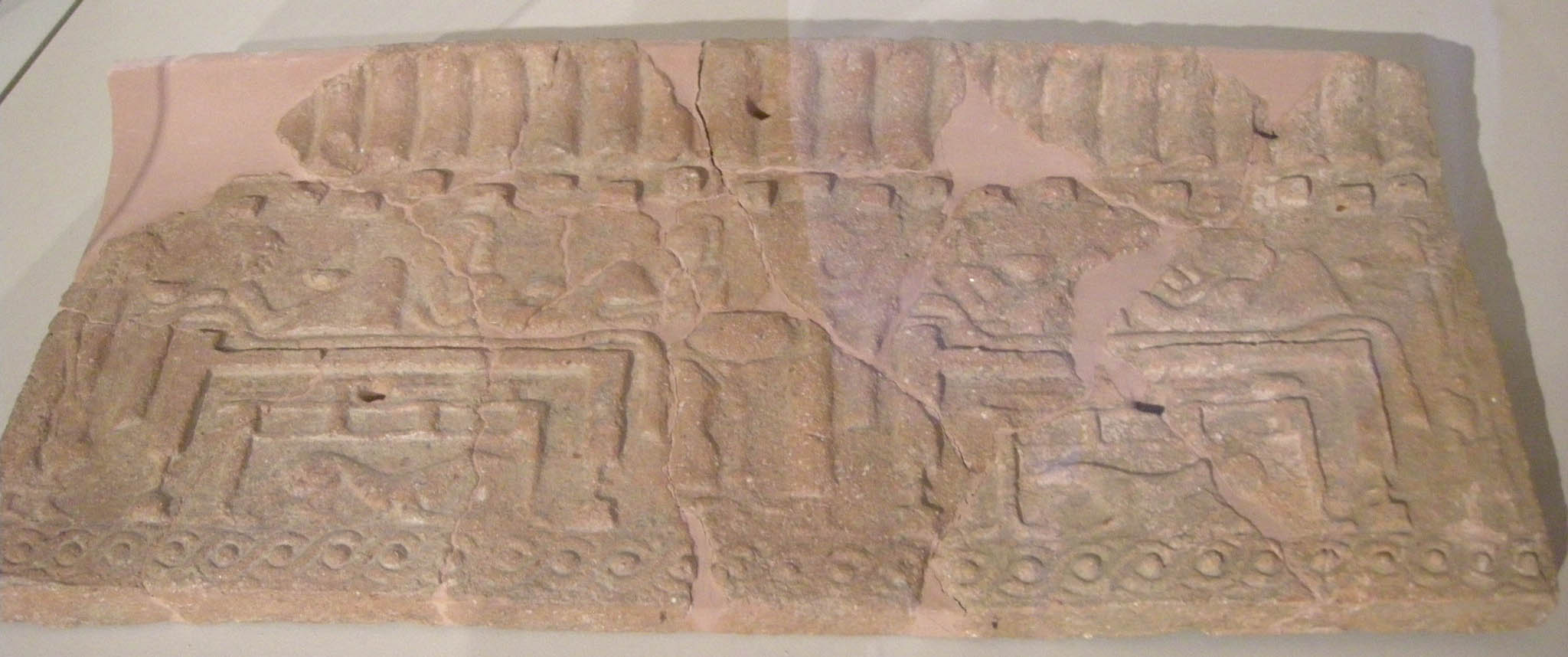
Cubierta de placa de arcilla con escena de banquete. Antiquarium di Poggio Civitate.

Poggio Civitate es un yacimiento arqueológico etrusco vecino a la localidad de Murlo, provincia de Siena, Italia. El sitio está sujeto a campañas arqueológicas con la colaboración de la Universidad de Massachusetts Amherst.
Parte del material recuperado se encuentra en Murlo, en el Museo Etrusco "Antiquarium di Poggio Civitate", ubicado desde 1988 en el antiguo Palacio Episcopal.
Los primeros hallazgos, de Dario Neri y Ranuccio Bianchi Bandinelli, se remontan a 1920, pero no comenzaría hasta 1966 una verdadera campaña de excavaciones, implicándose además universidades estadounidenses. Se han descubierto importantes vestigios de actividad de los períodos Orientalizante y Arcaico, así como otros restos de períodos anteriores y posteriores. Son importantes diversos bajorrelieves figurativos de terracota de los muros, llamados "placas de Murlo", entre los que se encuentran carreras de caballos con jinete.